# فرودگاه بین‌المللی ملک حسین
فرودگاه بین‌المللی شاه حسین (به انگلیسی: King Hussein International Airport) (به زبان بومی: مطار الملک حسین الدولی) یک فرودگاه همگانی با کد یاتا AQJ است که یک باند فرود آسفالت دارد و طول باند آن ۳۰۰۰ متر است. این فرودگاه در شهر عقبه کشور اردن قرار دارد و در ارتفاع ۵۳ متری از سطح دریا واقع شده است.

## شرکت‌های هواپیمایی و مقصدهای پروازی
| شرکت‌های هواپیمایی     | مقصدهای پروازی                                                 |
| --------------------- | -------------------------------------------------------------- |
| Azur Air              | چارتر فصلی: دوموده‌دوو                                          |
| فن‌ایر                 | فصلی: هلسینکی                                                  |
| جت تایم               | چارتر: کپنهاگ                                                  |
| اردن اوییشن           | چارتر: کشوری امان                                              |
| مریدیانا              | چارتر: اوریو آل سریو                                           |
| نوردویند ایرلاینز     | چارتر: شرمتیوو، قازان، کولتسوو                                 |
| نووایر                | چارتر فصلی: استکهلم-آرلاندا                                    |
| الملکیه الاردنیه      | ملکه علیا چارتر فصلی: بروکسل، کپنهاگ، هلسینکی، استکهلم-آرلاندا |
| رویال وینگز           | رفیق حریری بیروت، قاهره                                        |
| Travel Service Polska | فصلی: بوداپست فرنک لیست                                        |